# アタラクシア
アタラクシアまたはアタラクシアー（古希: Ἀταραξία、英語: Ataraxia）とは、心の平静不動なる状態のこと。乱されない心の状態。激しい情熱や欲望から自由な、平静な心のさま。ギリシア哲学の専門用語であり、ヘレニズム時代の人生観、エピクロスの処世哲学である。エピクロス以外の同時代の哲学者も、似たような内容を説いた。
語源は、古代ギリシア語で「動揺」を意味する名詞「タラケー」(ταραχή) または動詞「タラッソー」(ταράσσω) に、否定の接頭辞「ア」(ἀ-) を足して抽象名詞化したもの。直訳は「無動揺」「不動揺」。

## エピクロス
エピクロスは、人間の本当の楽しみ（快楽・安楽）というのは、結婚することは避け、子供を作らず、「隠れて生きよ」（古代ギリシア語: λάθε βιώσας, lathe biōsas, ラテ・ビオーサース）という方針で生きる時にはじめて得られる、とした。そのために、アタラクシアの境地（外界にわずらわされない平静不動なる心の状態、心から動揺をとり除いた境地）を実現するのが哲学の究極の目標・理想だとした。
後世に「快楽主義」と同一視されるエピクロス主義の祖エピクロスでさえ、結局のところ、酒や異性に溺れて苦を招く生活よりも、「パンと水」と表現された、アタラクシアの生を追求したのである。

## ピュロン
ピュロンとその流れをくむ懐疑派（ピュロン主義）にとっては、アタラクシアというのは、心の乱れの原因となる判断を停止すること（エポケー）で得られる心の平静を言った。
ピュロン主義者にとって、知覚に基づいた印象のうち、どれが正しくどれが間違いかをいうことができないので、根拠がないのに独断的な答えを出すような判断は保留することから生まれるのがアタラクシアである。

## ストア派
ストア派もまた、心の静穏を求めており、「アタラクシア」を望ましいものとみなしてこの用語を用いた。ストア派にとって「アタラクシア」は、ストア派の賢者が到達する「アパテイア」とほぼ同義語であった、または同義語に過ぎなかったともされる。
アパテイアとは、理性・ロゴスにしたがって生きることで得られる状態、すなわち「パトス（情動）が無い状態」であり、エウダイモニア（幸福）というのはこうしたアタラクシアやアパテイアがあって初めて成立するものとされた。

## 仏教
仏教は、紀元前6世紀の釈迦の教えに基づく宗教であり、苦悩による痛みの主な原因は欲望であると断言している（四諦、初転法輪）。
比丘等よ、苦集聖諦とは此の如し、後有を齎し、喜貧倶行にして随處に歓喜する渇愛なり、謂く、欲愛、有愛、無有愛なり。